# Rodrigo Miró
Rodrigo Miró (Ciudad de Panamá, 3 de julio de 1919-Ciudad de Panamá, 3 de enero de 1996) fue un historiador, investigador, crítico literario, ensayista y catedrático panameño cuyo trabajo se considera fundacional en la historiografía de la literatura panameña.

## Biografía
Rodrigo Miró Grimaldo nació en la Ciudad de Panamá el 3 de julio de 1919. Fue hijo del poeta Ricardo Miró e Isabel Grimaldo Jaén de Miró.
Fue Licenciado en Filosofía y Letras, egresado de la Universidad de Panamá donde dictó las cátedras de Literatura Panameña e Hispanoamericana. Miembro de número de la Academia Panameña de la Historia y de la Lengua. Fue corresponsal de varias revistas literarias y editor de la revista Lotería de Panamá. Durante los años 1940 y 1950 fue diplomático y delegado de Panamá en diversos asuntos culturales, llegando a ser el Viceministro de Relaciones Exteriores de Panamá en 1959.
Su labor más destacada fue la de investigar, compilar e integrar los datos dispersos de la historia de la literatura panameña, a la que dio coherencia y unidad. Esta labor fue importante para Panamá, pues el trabajo de selección, ordenación y crítica validó la literatura del país durante los siglos XVII, XVIII, XIX y XX, y creó conciencia de su firmeza y robustez. Planteó, además, la problemática que se desprende de una literatura panameña colonial. Sobre estos temas dejó una obra, tanto en libros como en innumerables artículos en revistas y periódicos con los que colaboró hasta los años 1990.
Rodrigo Miró falleció en la Ciudad de Panamá el 3 de enero de 1996.

## Obras
- Aspectos de la cultura colonial en Panamá. Academia Panameña de la Historia, Panamá, 1976.
- Cien años de poesía en Panamá. Departamento de Bellas Artes, Panamá, 1953.
- Cuatro ensayos sobre la poesía de Ricardo Miró. Editorial Universitaria, Panamá, 1983.
- El cuento en Panamá. Imprenta la Academia, Panamá,1950.
- El ensayo en Panamá (Estudio introductorio y antología). Instituto Nacional de Cultura, Panamá, 1981.
- Índice de la poesía panameña contemporánea. Ediciones Ercilla, Santiago de Chile, 1941.
- Itinerario de la poesía panameña. Editorial Universitaria, Panamá, 1974.
- La Literatura Panameña. Origen y proceso. Imprenta Hermanos Trejos, San José, 1972.
- Sentido y misión de la Historia en Panamá. Editorial Presencia, Bogotá, 1995.
- Teoría de la patria. Notas y ensayos sobre literatura panameña seguidos de tres ensayos de interpretación histórica. Talleres gráficos de Sebastián de Amorrortu e hijos, Buenos Aires, 1947.
- Poemas ilustrados de Ricardo Miró. Con ilustraciones de Ricardo Jaime. Caja de Ahorros, Panamá, 1984.